# Micaria aciculata
Micaria aciculata är en spindelart som beskrevs av Simon 1895. Micaria aciculata ingår i släktet Micaria och familjen plattbuksspindlar. Inga underarter finns listade i Catalogue of Life.